# Vật lý đám mây

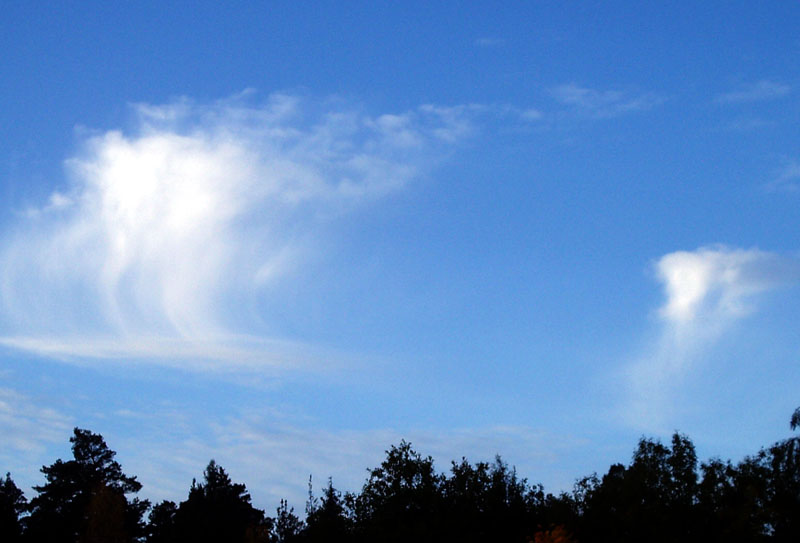
Một virga từ 1 đám mây trung tích

Vật lý đám mây là việc nghiên cứu về các quá trình vật lý dẫn đến sự hình thành, phát triển và đông kết của các đám mây trong khí quyển. Những sol khí được tìm thấy trong tầng đối lưu, tầng bình lưu và tầng khí quyển, mà nói chung chiếm phần lớn nhất của homosphere. Các đám mây bao gồm các giọt nước siêu nhỏ (mây ấm), các tinh thể băng nhỏ (mây lạnh) hoặc cả hai (các đám mây pha hỗn hợp). Các giọt mây ban đầu hình thành bởi sự ngưng tụ hơi nước trên các hạt nhân ngưng tụ khi sự siêu bão hòa của không khí vượt quá một giá trị tới hạn theo lý thuyết Köhler. Hạt nhân ngưng tụ đám mây là cần thiết cho sự hình thành các giọt mây vì hiệu ứng Kelvin, mô tả sự thay đổi áp suất hơi bão hòa do bề mặt bị cong. Ở bán kính nhỏ, lượng siêu bão hòa cần thiết cho quá trình ngưng tụ xảy ra là rất lớn, điều này không xảy ra một cách tự nhiên. Định luật Raoult mô tả cách áp suất hơi phụ thuộc vào lượng chất tan trong dung dịch. Ở mật độ cao, khi các giọt mây nhỏ, độ siêu bão hòa cần thiết nhỏ hơn việc không có sự hiện diện của hạt nhân ngưng tụ.
Trong các đám mây ấm, các đám mây lớn hơn rơi với vận tốc cuối cao hơn; bởi vì với một vận tốc nhất định, lực kéo trên một đơn vị trọng lượng giọt trên các giọt nhỏ hơn lớn hơn so với lực kéo trên các giọt lớn. Các giọt lớn sau đó có thể va chạm với các giọt nhỏ và kết hợp để tạo thành các giọt lớn hơn. Khi các giọt trở nên đủ lớn để vận tốc đi xuống của chúng (so với không khí xung quanh) lớn hơn tốc độ đi lên (so với mặt đất) của không khí xung quanh, các giọt có thể rơi xuống tạo thành mưa. Sự va chạm và sự kết hợp không quan trọng bằng các đám mây pha hỗn hợp nơi quá trình Bergeron chiếm ưu thế. Các quá trình quan trọng khác hình thành lượng mưa là quá trình rime, khi một giọt chất lỏng siêu lạnh va chạm với một bông tuyết rắn và tập hợp, khi hai bông tuyết rắn va chạm và kết hợp. Các cơ chế chính xác về cách một đám mây hình thành và phát triển không hoàn toàn được hiểu, nhưng các nhà khoa học đã phát triển lý thuyết giải thích cấu trúc của các đám mây bằng cách nghiên cứu vi sinh vật của các giọt riêng lẻ. Những tiến bộ trong radar thời tiết và công nghệ vệ tinh cũng đã cho phép nghiên cứu chính xác các đám mây trên quy mô lớn.

## Lịch sử vật lý đám mây
Vật lý đám mây hiện đại bắt đầu vào thế kỷ 19 và được mô tả trong một số ấn phẩm. Otto von Guericke bắt nguồn ý tưởng rằng các đám mây được tạo thành từ bong bóng nước. Năm 1847, Augustus Waller đã sử dụng mạng nhện để kiểm tra các giọt dưới kính hiển vi. Những quan sát này đã được William Henry Dines xác nhận vào năm 1880 và Richard Assmann xác nhận vào năm 1884.